# Rudebeckia mira
Rudebeckia mira är en insektsart som beskrevs av Bo Tjeder och Christer Hansson 1992. Rudebeckia mira ingår i släktet Rudebeckia och familjen fjärilsländor. Inga underarter finns listade i Catalogue of Life.